# Lundioides
Lundioides is een geslacht van wantsen uit de familie van de Miridae (blindwantsen). Het geslacht werd in 2008 beschreven door Luis Antônio Alves Costa, Frédéric Chérot en Diego Leonardo Carpintero.

## Soorten
Het genus bevat de volgende soort:

- Lundioides couturieri Costa, Chérot & Carpintero, 2008